# Anders Frisk
Per Stefan Anders Frisk (født 18. februar 1963) er en tidligere svensk fodbolddommer fra Göteborg. Han dømte internationalt under det internationale fodboldforbund FIFA fra 1991 til 2005. Han stoppede sin karriere efter at han og hans familie modtog dødstrusler efter en Champions League-kamp mellem Chelsea og FC Barcelona i 2005.

## Karriere
Indtil han trak sig tilbage var han anset som en af de absolut bedste dommere i verden, og han nåede blandt andet at deltage ved 4 af de store slutrunder (EM 96, EM 2000, EM 2004 og VM 2002). Han dømte finalen ved EM 2000 mellem Frankrig og Italien

### EM 1996
- Tjekkiet  –  Rusland 3-3 (gruppespil).

### EM 2000
- Portugal  –  England 3-2 (gruppespil).
- Frankrig  –  Holland 2-3 (gruppespil)
- Frankrig  –  Italien 2-1 (finale)

### VM 2002
- Brasilien  –  Kina 4-0 (gruppespil).
- Spanien  –  Irland 1-1 (ottendedelsfinale).

### EM 2004
- Tyskland  –  Holland 1-1 (gruppespil).
- Spanien  –  Portugal 0-1 (gruppespil).
- Frankrig  –  Grækenland 0-1 (kvartfinale).
- Portugal  –  Holland 2-1 (semifinale).

## Kampe med danske hold
- Den 13. april 1993: Kvalifikation til EM 1994 for U21 landshold: Danmark U21 – Tyskland U21 1-4.